# Berinkey-kormány

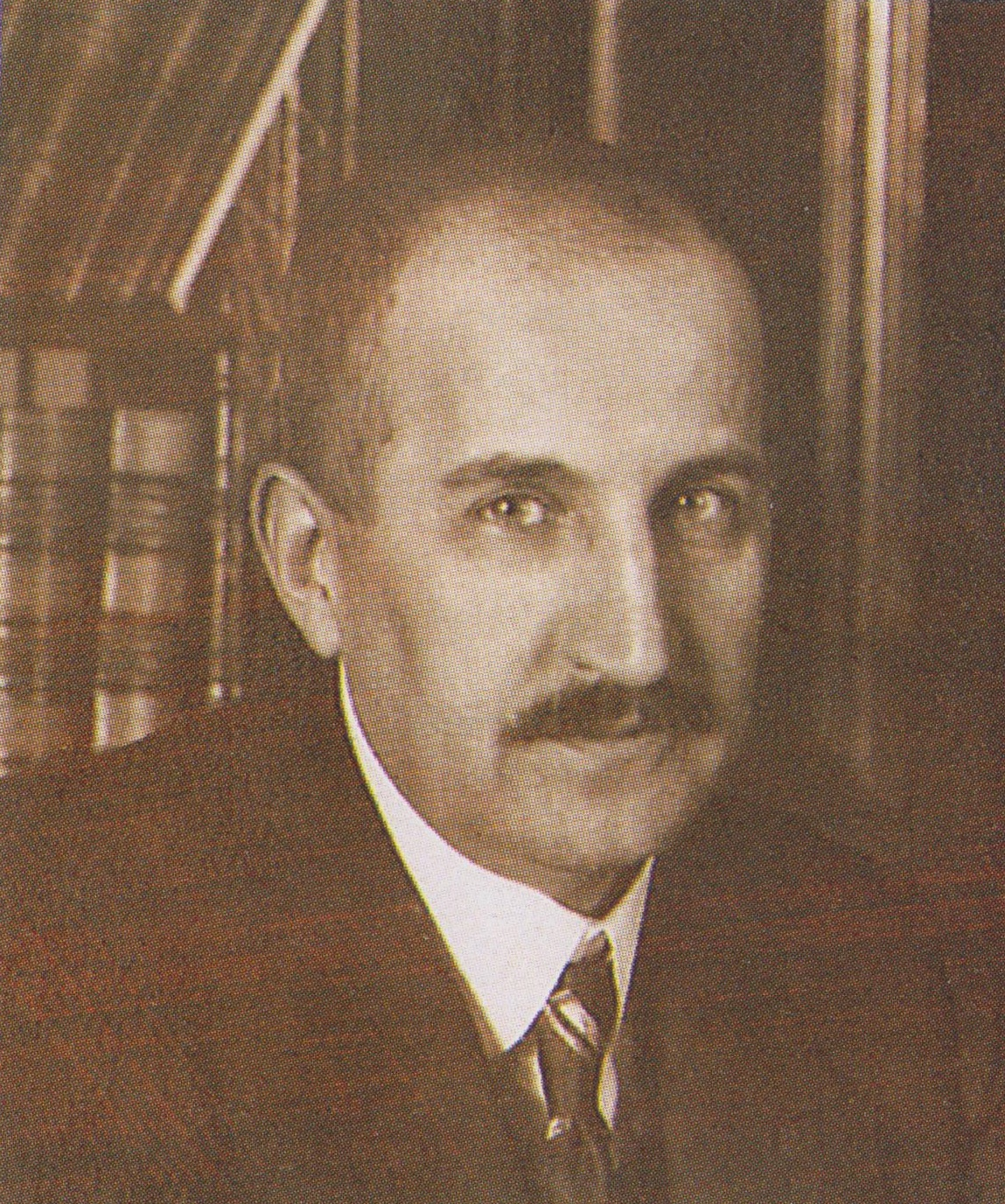
Berinkey Dénes

A Berinkey-kormány 1919. január 19-én került hatalomra, miután a köztársasági elnökké megválasztott Károlyi Mihály (és kormánya) lemondása hivatalosan is érvénybe lépett. A Berinkey-kormányt a kommunista hatalomátvétel és a Magyarországi Tanácsköztársaság kikiáltása buktatta meg 1919. március 21-én.

## A kormány tagjai
| Név | hivatal kezdete                                         | hivatal vége                                            | párt                                                    | megjegyzés                                              |
| Miniszterelnök és (tárca nélküli) nemzetiségi miniszter                                                         | Miniszterelnök és (tárca nélküli) nemzetiségi miniszter | Miniszterelnök és (tárca nélküli) nemzetiségi miniszter | Miniszterelnök és (tárca nélküli) nemzetiségi miniszter | Miniszterelnök és (tárca nélküli) nemzetiségi miniszter |
| --- | ------------------------------------------------------- | ------------------------------------------------------- | ------------------------------------------------------- | ------------------------------------------------------- |
| Berinkey Dénes                                                                                                  | 1919. január 18.                                        | 1919. március 21.                                       | Polgári Radikális Párt                                  |                                                         |
| Belügyminiszter                                                                                                 |                                                         |                                                         |                                                         |                                                         |
| Nagy Vince | 1919. január 19.                                        | 1919. március 21.                                       | Függetlenségi és 48-as (Károlyi) Párt                   |                                                         |
| Külügyminiszter                                                                                                 |                                                         |                                                         |                                                         |                                                         |
| Berinkey Dénes                                                                                                  | 1919. január 19.                                        | 1919. január 24.                                        | Polgári Radikális Párt                                  | miniszterelnökként, ideiglenesen                        |
| Harrer Ferenc                                                                                                   | 1919. január 24.                                        | 1919. március 21.                                       | Polgári Radikális Párt                                  | rendkívüli követ és meghatalmazott miniszter            |
| Pénzügyminiszter                                                                                                |                                                         |                                                         |                                                         |                                                         |
| Szende Pál | 1919. január 19.                                        | 1919. március 21.                                       | Polgári Radikális Párt                                  |                                                         |
| Igazságügy-miniszter                                                                                            |                                                         |                                                         |                                                         |                                                         |
| Berinkey Dénes                                                                                                  | 1919. január 19.                                        | 1919. január 24.                                        | Polgári Radikális Párt                                  | miniszterelnökként, ideiglenesen                        |
| Juhász Nagy Sándor                                                                                              | 1919. január 24.                                        | 1919. március 21.                                       | Függetlenségi és 48-as (Károlyi) Párt                   |                                                         |
| Honvédelmi miniszter                                                                                            |                                                         |                                                         |                                                         |                                                         |
| Böhm Vilmos | 1919. január 19.                                        | 1919. március 21.                                       | Szociáldemokrata Párt                                   |                                                         |
| Vallásügyi miniszter                                                                                            |                                                         |                                                         |                                                         |                                                         |
| Vass János | 1919. január 19.                                        | 1919. március 21.                                       | Katolikus Néppárt                                       | január 22-ig tárca nélküli                              |
| Közoktatásügyi miniszter                                                                                        |                                                         |                                                         |                                                         |                                                         |
| Kunfi Zsigmond                                                                                                  | 1919. január 19.                                        | 1919. március 21.                                       | Szociáldemokrata Párt                                   | január 22-ig tárca nélküli                              |
| Földművelésügyi miniszter                                                                                       |                                                         |                                                         |                                                         |                                                         |
| Buza Barna | 1919. január 19.                                        | 1919. március 21.                                       | Függetlenségi és 48-as (Károlyi) Párt                   |                                                         |
| Kereskedelemügyi miniszter                                                                                      |                                                         |                                                         |                                                         |                                                         |
| Garami Ernő | 1919. január 19.                                        | 1919. március 21.                                       | Szociáldemokrata Párt                                   |                                                         |
| Munkaügyi és népjóléti miniszter                                                                                |                                                         |                                                         |                                                         |                                                         |
| Peidl Gyula | 1919. január 19.                                        | 1919. március 21.                                       | Szociáldemokrata Párt                                   |                                                         |
| Ruszka-krajnai miniszter                                                                                        |                                                         |                                                         |                                                         |                                                         |
| Szabó Oreszt | 1919. január 19.                                        | 1919. március 21.                                       | Szociáldemokrata Párt (?)                               | a magyarországi ruszinokhoz rendelt miniszter           |
| Német miniszter (február 3-tól)                                                                                 |                                                         |                                                         |                                                         |                                                         |
| Junker János | 1919. február 3.                                        | 1919. március 21.                                       | pártonkívüli                                            | a magyarországi németekhez rendelt miniszter            |
| Közélelmezési miniszter                                                                                         |                                                         |                                                         |                                                         |                                                         |
| Baloghy Ernő | 1919. január 19.                                        | 1919. március 21.                                       | Függetlenségi és 48-as (Károlyi) Párt                   |                                                         |
| Tárca nélküli (a földreform ügyeivel megbízott) miniszter (február 8-ig) Népgazdasági miniszter (február 8-tól) |                                                         |                                                         |                                                         |                                                         |
| Nagyatádi Szabó István                                                                                          | 1919. január 19.                                        | 1919. március 18.                                       | Országos Kisgazdapárt                                   |                                                         |